# Корог
Корог (мађ. Kórógy) је насељено место у саставу општине Тординци, у Вуковарско-сремској жупанији, Република Хрватска.

## Историја
До територијалне реорганизације у Хрватској, налазио се у саставу старе општине Винковци.

## Становништво
На попису становништва 2011. године, Корог је имао 485 становника.

## Попис1991.
На попису становништва 1991. године, насељено место Корог је имало 748 становника, следећег националног састава:
| Попис 1991.‍  | Попис 1991.‍  | Попис 1991.‍ | Попис 1991.‍ | Попис 1991.‍ |
| ------------ | ------------ | ----------- | ----------- | ----------- |
|              |              |             |             |             |
| Мађари       | Мађари       |             | 603         | 80,61%      |
| Хрвати       | Хрвати       |             | 89          | 11,89%      |
| Југословени  | Југословени  |             | 21          | 2,80%       |
| Срби         | Срби         |             | 9           | 1,20%       |
| Словенци     | Словенци     |             | 4           | 0,53%       |
| Немци        | Немци        |             | 1           | 0,13%       |
| Црногорци    | Црногорци    |             | 1           | 0,13%       |
| неопредељени | неопредељени |             | 10          | 1,33%       |
| непознато    | непознато    |             | 10          | 1,33%       |
| укупно: 748  |              |             |             |             |